# Micragrotis axylides
Micragrotis axylides är en fjärilsart som beskrevs av George Francis Hampson 1903. Micragrotis axylides ingår i släktet Micragrotis och familjen nattflyn. Inga underarter finns listade i Catalogue of Life.